# Християнська традиція

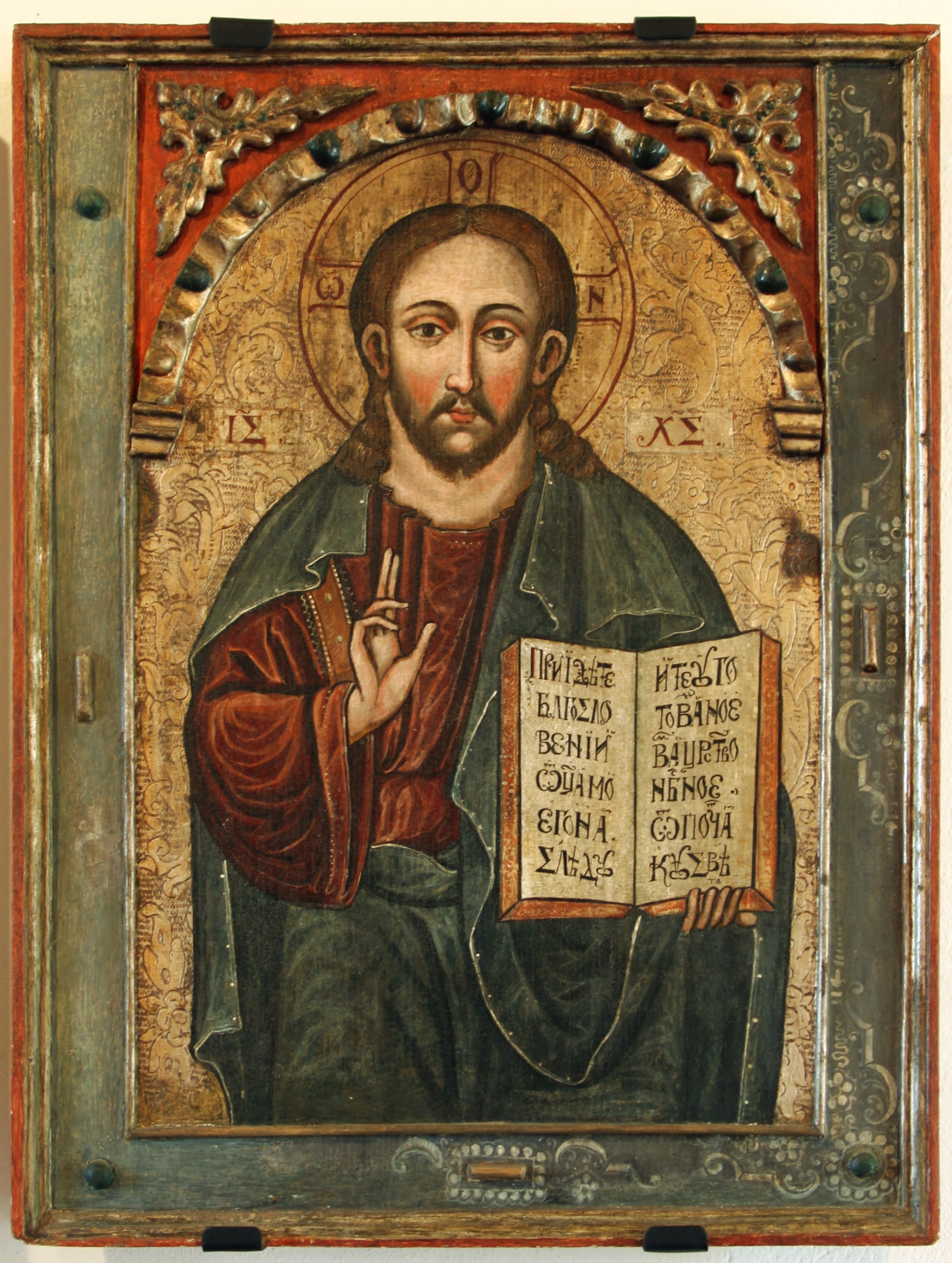
Шанування святих ікон є частиною християнської традиції. Українська ікона Христа з теренів Лемківщини

Христия́нська тради́ція — у вужчому значенні це передання християнської церкви, система християнських звичаїв та вірувань що передавалась з покоління в покоління протягом століть (писемна спадщина та настанови Отців Церкви, церковні канони щодо таїнств, постів, шанування святих та ікон, проведення богослужінь, требники чи церковно-релігійні збірники Четьїх міней, рішення Вселенських церковних соборів та церковні догмати та символи віри і т. ін.), яким керується у своєму житті православний та католицький християнин, поруч зі Священним Писанням. Протестанти відкидають церковну традицію і базують своє вчення виключно на основі Священного Писання (лат. sola Scriptura — лише Писання).
У широкому значенні, християнська традиція і мораль це фундамент сучасної цивілізації та системи загальнолюдських морально-етичних цінностей. Критерії, за якими визначається, що є добро, а що зло, складають основу особистої і суспільної моралі. У сучасному суспільстві ці критерії сформовані на основі християнської традиції.

## Церковна традиція шанування святих
Для православної християнської традиції поширеною була канонізація святих. Святі завжди були прикладом досконалості, мужності, незаплямованого бачення вічного змісту життя для себе та усього світу. Так, одним з таких критеріїв є віра Церкви у святість подвижника. Християнська традиція встановлює ряд критеріїв, яким повинен відповідати кандидат у святі такі як мученичецька за віру смерть та чудотворення від мощей святого.

## Українська християнська традиція
Саме християнська традиція була основою українського державотворення, вона сформувала українську ідентичність.
В різних регіонах України християнська традиція має різну глибину і характер. Так, в Галичині присутня змішана релігійна орієнтація (католицька і православна) з деякою кількісною перевагою католицької з порівняно високим рівнем загальної релігійної свідомості і освіченості населення. На Правобережжі (Волинь, Поділля, Буковина, Закарпаття), де більша частина населення вважає себе православним, середній рівень релігійної свідомості і невисокий рівень релігійної освіченості. В Центральній Україні більшість населення — православні; загальний рівень релігійної свідомості і освіченості невисокий. В Східній і Південній Україні в цілому низький рівень релігійної свідомості, низька самоідентифікація населення себе як віруючого.

## Початки християнської традиції в Україні
Українська християнська традиція бере початок з глибини віків і датується першим століттям. Подорожуючи Дніпром, св. апостол Андрій Первозванний поставив на місці заснування майбутнього Києва Хрест, символічно присвятивши Воскреслому Христові прекрасну землю. Пізніше на цій землі було засновано могутню Київську Русь, серцем якої стали землі сучасної України. З того часу через посередництво святих Кирила та Мефодія, християнських правителів Аскольда та Діра, княгиню Ольгу, її внука та правнука, Великого князя Володимира та Ярослава Мудрого, ченців Печерського монастиря та великих митрополитів, провідників українських церков та багатьох великомучеників, – український народ завжди дивився на Воскресіння як на дороговказ у своєму повсякденному житті. Так українці, дивилися теж на великопісне очищення як на духовне піднесення, яке дало їм можливість пройти через важкі часи.